# Kempston

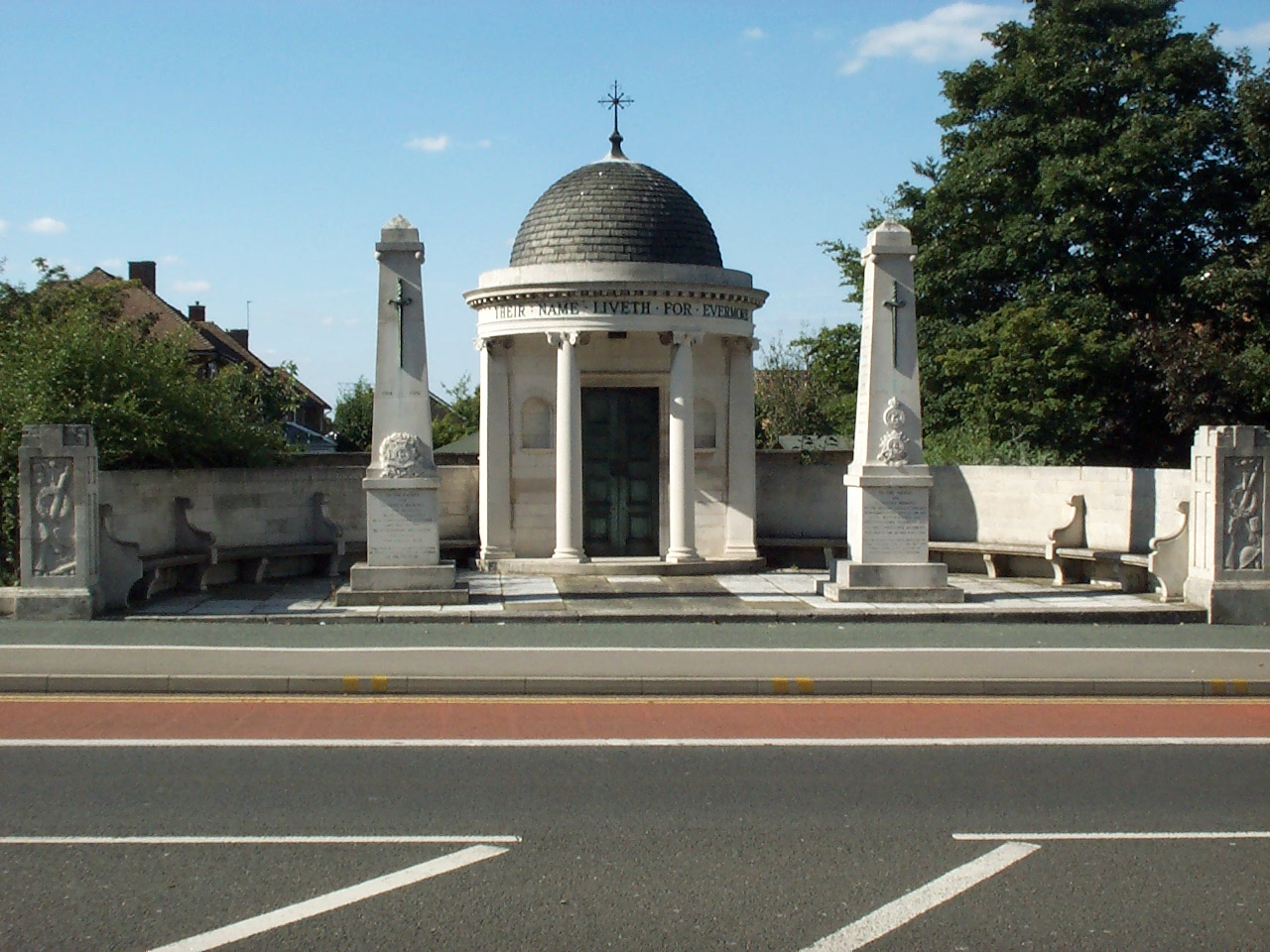
Kriegerdenkmal gegenüber der ehemaligen Kaserne in Kempston

Kempston (Ausgesprochen: „Kemstun“) ist eine Stadt in der englischen Grafschaft Bedfordshire. Kempston galt einst als größtes Dorf von Großbritannien, ist jetzt jedoch eine Stadt mit eigener Verwaltung. 2001 hatte die Stadt etwa 19.000 Einwohner. Kempston bildet einen Teil der Grenze der Grafschaft. Die Stadt gilt als Studentenwohnheim für die nahe gelegenen Städte Bedford und Milton Keynes.
Kempston verfügt über eine Eisenbahnstrecke. Rund 26 km von der Stadt entfernt liegt der Flughafen London-Luton.

## Geschichte
1671 lebten etwa 750 Menschen in 150 Häusern in Kempston. 1826 wurden durch ein Feuer in der Stadt 40 Häuser zerstört. 1844, während der Amtszeit des Pastors Henry Clutterbuck, wurde die erste Schule im Ort errichtet. Diese wurde Church End School genannt. Die zweite Schule wurde zehn Jahre später, im Jahr 1854, erbaut und eröffnet. 1889 wurde eine dritte Schule erbaut. 1904 wurde in Kempston die Kempston East Methodist Church, eine Kirche, erbaut. Die erste Freiwillige Feuerwehr wurde 1907 gegründet und 1937 von der Stadt Kempstock übernommen. 1954 wurde in der Stadt eine Grundschule gebaut.
| Jahr | Einwohner |
| ---- | --------- |
| 1901 | 05.448    |
| 1911 | 05.997    |
| 1921 | 05.874    |
| 1931 | 06.120    |
| 1941 | –1)       |
| 1951 | 09.816    |

| Jahr | Einwohner |
| ---- | --------- |
| 1961 | 10.479    |
| 1971 | 14.132    |
| 1981 | 16.780    |
| 1991 | 19.101    |
| 2001 | 19.440    |
| 2011 | 19.330    |

1) Aufgrund des Zweiten Weltkriegs keine Angaben

## In Kempston geboren
- Giles Daubeney (1370–1403), Ritter und Politiker
- Roy Babbington (* 1940), E-Bassist
- Louis Clark (1947–2021), Dirigent, Multiinstrumentalist und Arrangeur